# Colt Official Police
Colt Official Police револьвер подвійної дії на середній рамці з шести-зарядним барабаном, в основному випускався під набій .38 Special компанією Colt's Manufacturing Company. Спочатку револьвер було представлено в 1908 році під назвою Colt Army Special, в 1927 році його перейменували на "Colt's Official Police" для продажу правоохоронним органам. Він став найуспішнішою поліцейською зброєю всіх часів, врешті в 1950-х роках став прикладом типової зброї правоохоронців. Револьвер Official Police використовували різні американські військові і союзники під час Другої світової.

## Розробка та історія
З початком 20-го століття, старі револьвери під набій .32, які були на озброєнні американських департаментів поліції почали витісняти револьвери під набій .38 калібру. У 1908 році Colt представив витончений і модернізований револьвер, який назвали Army Special, під потужний (для того часу) і популярний набій .38 Special. Револьвер швидко став службовою зброєю багатьох департаментів поліції. В той саме період військові США почали втрачати зацікавленість в револьверах, особливо коли було прийнято на озброєння самозарядний пістолет Кольта M1911. Оскільки продажі револьверів військовим впали Кольт почав шукати альтернативні ринки збуту і зрозумів, що новий ринок збуту можна знайти серед цивільних правозахисних агенцій.
До 1927 року великі продажі двох популярних моделей, the Army Special and Colt Police Positive, забезпечили домінування Кольта на ринку зброї для правоохоронних органів. Маркетингова стратегія Кольта була додатково допрацьована шляхом внесення кількох поверхневих змін в револьвер Army Special і наступне перейменування його на “Official Police”. Зміни включали додавання насічки на спусковий гачок, матування верхньої планки рами та розширення канавки цілика. Кольт також поліпшив якість обробки пістолета з матово-вороненої поверхні до високо-полірованної вороненої поверхні. В 1930 році компанія Кольта здійснила маркетинговий хід заявивши, що їхній револьвер Official Police може стріляти потужними набоями .38 калібру, які були призначені для нового револьвера компанії Smith & Wesson на рамі N калібру .38-44, що не міг зробити жоден з тогочасних револьверів компанії S&W. До 1933 року в каталозі продаж компанії Кольт було зазначено, що багато правоохоронних агенцій використовують Official Police як службову зброю, в тому числі департаменти поліції Нью-Йорка, Лос-Анджелеса, Чикаго та Канзас-Сіті, відділи поліції Комптона та Сігналь-Хілл та інші департаменти поліції. Крім того багато поліцій штатів та навіть Федеральне бюро розслідувань вибрали револьвер Official Police у якості службових. Крім того кілька револьверів придбала армія США, передавши їх військовій поліції а також федеральним органам, які потребують револьвери для озброєння своїх агентів, наприклад, для Міністерства фінансів США, Берегової охорони та служба поштової інспекції. Багато револьверів Official Police також придбали поліція та військові різних країн Південної Америки.
В період з травня 1940 по червень 1941 року 49764 револьвери0 Official Police під набій .38 New Police або .38/200 калібру були замовлені Британською закупівельною комісією і були доставлені в Об'єднане Королівство для використання в якості службової зброї військовими Британії та Співдружності. Ці револьвери мали маркування британської військової прийомки і ствол діаметром 5 дюймів; руків'я отримало кільце для шнурка у військовому стилі. Більшість цих револьверів були зібрані з деталей комерційних револьверів, виготовлених до 1942 року.
Коли США вступили в Другу світову війну, уряд США видало запит на револьвери .38 калібру, які були необхідні для озброєння співробітників служби безпеки, які відповідають за охорону урядових будівель, верфей і оборонних заводів від саботажу або крадіжок. Починаючи з 1941 році, невеликі партії револьверів .38 Colt Official Police закупали безпосередньо в Корпорації по поставці військових матеріалів. Коли чиновники державних закупок почали протестувати проти затримок у виробництві, а також проти вартості револьверів Official Police, Кольт відповів спрощенням зброї. Економія була досягнута за рахунок виключення всіх непотрібних операцій із полірування зовнішньої поверхні, заміни спускового гачка і курка на гладку поверхню і оснащення пістолета спрощеними рубчастими дерев'яними щічками з медальйоном Кольта; останні незабаром були замінені формованими пластиковими щічками Coltwood. Замість звичайного воронування, револьвер отримав тьмяне фосфатування. Ця зброя отримала назву Colt Commando і призначалася для озброєння підрозділів військової поліції, охоронців на оборонних заводах і верфях США, а також для обмеженого підпільного використання агентств, які беруть участь в зарубіжному шпигунстві і військовій розвідці.
В середині 1942 року Спрингфілдський район артилерійсько-технічної служби отримав контроль над закупівлею та розповсюдженням Commando, який передавав револьвери кінцевому користувачу. Кілька Commando були передані морській комісії США і використовувалася для використання на торгових кораблях США та кораблях переданих союзникам по ленд-лізу. Велика кількість військових Commando потрапили до Defense Supplies Corporation (DSC). для використання охороною та поліцією, приблизно револьверів 1800 Commandos використовували в ВМС США, інші 12800 револьверів були передані різним військовим розвідувальним підрозділами. Контроль за закупівлями змінився в 1944 році, після того, як DSC офіційно виступили проти додаткових зборів за обробку з боку збройних сил, а потім отримали право закуповувати Commando безпосередньо у Colt.
Після перемоги Союзників, Кольт продовжив комерційне виробництво і повернувся до довоєнного синього воронування, але залишили пластикові щічки які мали назву “Coltwood” до 1954 року коли було повернуто дерев'яні рубчасті щічки. У після воєнний період Кольт потрапив у важкі фінансові часи, і компанія представила кілька нових моделей. В Smith & Wesson покращився, як обсяг виробництва, так і продаж нових моделей цивільних і поліцейських, а розрив між маржею продажів між двома корпораціями поступово скорочувався. Нарешті, в 1960-х роках S&W вийшла на перше місце. Фактором, що сприяв цій зміні, могла бути в цілому більш низька вартість одиниці продукції Smith & Wesson, яка мала УСМ подвійної дії на їх моделі military & police, яку вважали кращою багато агентств де навчали бойовому використанню револьверів подвійної дії. В 1969 році Кольт анонсував припинення виробництва Official Police заявивши, що конкурентоспроможне виготовлення конструкції більше не є економічно доцільним. Револьвер Official Police, який випустили понад 400000 одиниць, є одним з найуспішніших серед коли-небудь випущених.

## Функції
Револьвер Official Police було виготовлено з високоякісної вуглецевої сталі, з яскравим королівським воронуванням Кольта, а також з нікелюванням, його пропонували зі стволами довжиною 100, 130 та 150 мм. Револьвер було зроблено на рамці Кольта .41 або “E”, його випускали під набої різних калібрів в тому числі .22 LR, .32-20 (знято з виробництва в 1942 році), .41 Long Colt (знято з виробництва в 1938 році), а найпоширеніші і популярні під набій .38 Special. Стандартною функцією револьвера Кольта став запобіжник блоку ударника “Positive Lock”, який не давав ударнику вдарити по капсулю до навмисного натискання на спусковий гачок. Приціл складався з леза мушки з фіксованим механічним відкритим ціликом, який був простою V-подібну канавкою зробленою у верхній планці рами. Верхня планка мала матову обробку для зменшення відблиску при прицілюванні.

## Варіанти

### Commando
Commando це військовий варіант Official Police, який випускали зі стволами довжиною 2 або 4 дюйми, і має кілька спрощень у виробництві, в тому числі неглянцеву фосфатну обробку. Commando також не мав звичайної насічки на курку, спусковому гачку та засувці барабану, крім того не мав світло-відбиваючого покриття верхньої планки рамки як у комерційної версії. Крім того дерев'яні щічки, цивільної моделі, були замінені на пластикові.  Приблизно 48611 револьверів Commando було замовлено урядом під час Другої світової війни. З цієї кількості, приблизно 12800 револьверів Commando було видано різним розвідувальним службам, таким як військова розвідка США та Управління стратегічних служб (OSS). Багато з них поставлялися з дводюймовими стволами, які називали “Junior Commando”. Кілька Commando були на службі за оеканом у бойовій зоні. Регулярні виробничі поставки дводюймових револьверів "Junior Commando" розпочалися в березні 1943 році, серійний номер розпочинався приблизно з 9000. Більш ніж 12000 дводюймових Commando, які зустрічаються сьогодні, є насправді післявоєнними переробками чотиридюймової моделі яку випускали під час війни.

### Marshal
Рідкісний варіант мав округле руків'я, зі стволами довжиною два та чотири дюйми. Через невелику партію в 2500 одиниці яку випустили в 1955-1956 револьвер Marshal став дуже цінним серед колекціонерів.

### MK III
Прізвисько “Official Police” отримала одна з моделей револьвера Кольта нового покоління, яку було представлено наприкінці 1960-х, під назвою серія “MK III”. Модель MK III складалася з простих версій кількох класичних револьверів Кольт з покращеним ударно-спусковим механізмом. Серія MK III мала іншу і оригінальну конструкцію на основі нової рами “J”, але не досягла комерційного успіху та була знята з виробництва після трьох років випуску.